# Glishades
Glishades là một chi khủng long, được Prieto-Márquez mô tả khoa học năm 2010.